# Coptacra ensifera
Coptacra ensifera is een rechtvleugelig insect uit de familie veldsprinkhanen (Acrididae). De wetenschappelijke naam van deze soort is voor het eerst geldig gepubliceerd in 1902 door Ignacio Bolívar. De soort werd ontdekt in het zuiden van India bij Madurai in de huidige deelstaat Tamil Nadu.